# Sinimbu
Sinimbu is een gemeente in de Braziliaanse deelstaat Rio Grande do Sul. De gemeente telt 10.706 inwoners (schatting 2009).

## Aangrenzende gemeenten
De gemeente grenst aan Boqueirão do Leão, Gramado Xavier, Herveiras, Lagoão, Passa-Sete, Santa Cruz do Sul, Vale do Sol, Venâncio Aires en Vera Cruz.

## Verkeer en vervoer
De plaats ligt aan de weg BR-471.